# La Rovellosa
La Rovellosa és una serra situada al municipi d'Os de Balaguer a la comarca de la Noguera, amb una elevació màxima de 641 metres.